# Gteter
Gteter est une ville de province de Taourirt, dans la région orientale du Maroc.